# Поліконденсація
Поліконденса́ція (англ. condensation polymerization, нім. Kondensationsreaktion f) — ступінчастий процес утворення макромолекул шляхом взаємодії реакційних центрів усіх реагентів системи, яка включає бі- або поліфункціональні сполуки.

## Загальний опис
Роль поліконденсації у промисловості є доволі високою. Взагалі промисловість пластмас виникла як промисловість, заснована на використанні поліконденсаційних процесів, а потім почали розвиватися процеси полімеризації. Першими синтетичними продуктами були фенолформальдегідні полімери, створені у 1909—1912 роках Бакеландом й Петровим, потім з'явилися гліфталі й у 1920 році карбаміди. Полімеризаційні полімери у великому масштабі з'явилися у 30-х роках. Нині поліконденсаційні полімери відіграють значну роль у промисловості пластмас й штучного волокна.
Поділ полімерів на поліконденсаційні й полімеризаційні є у значній мірі умовним не лише в сенсі того поняття, яке вкладається у ці терміни, але й тому, що існує група полімерів, які отримуються одночасно шляхами полімеризації й поліконденсації. Наприклад, ненасичені поліетери, які на першій стадії отримуються по реакціям поліконденсації, а на останній затверджуються за допомогою процесів полімеризації за рахунок ненасичених подвійних зв'язків, які входять до їх складу. Так само поліетеруретани на першій стадії отримуються як продукти поліконденсації у вигляді розгалужених поліетерів, а потім вони вже є продуктами сумісної полімеризації цих поліетерів із дизоціанатами.
Головна відмінність між цими процесами полягає у тому, що ці два процеси сильно відрізняються між собою у кількості використовуваних хімічних перетворень. За полімеризації маємо два процеси: приєднання до кратного зв'язку між двома атомами й приєднання до циклів. У випадку поліконденсації використовується декілька десятків перетворень і число реакцій зростає.
Функціональність початкових речовин є основним поняттям в області поліконденсації. Утворення лінійних полімерів відбувається у тому випадку, коли початкові мономери є біфункціональними. Якщо вони мають три- або більшу функціональність, то відбувається утворення гелю й утворюється просторовий, нерозчинний й неплавкий полімер. Це виражається відношенням {\displaystyle P={\frac {2}{f}},} де {\displaystyle P} — ступінь звершеності реакції, {\displaystyle f} — функціональність (тобто число функціональних груп у молекулі мономеру). У випаду біфункціонального мономера {\displaystyle P=1,} трифункціонального мономера {\displaystyle P=2/3,} тетрафункціонального {\displaystyle P=1/2.} Це означає утворення тривимірних полімерів, тобто гелю.
По мірі розвитку полімерної науки було виявлено, що правило Карозерса не підтверджується, а три- й тетрафункціональні мономери виявляються здатними утворювати полімери із лінійними макромолекулами. Було запропоноване правило «циклоефекту», яке дозволяє зрозуміти й пояснити причини такої аномалії, суть якого полягає у тому, що утворення різноланкових лінійних полімерів може відбуватися не лише у тому випадку, коли початковий мономер є біфункціональним (як стверджував Карозерс), але й тоді, коли цей мономер має три-, тетра- й більш високу функціональність. Наприклад, реакції утворення полігетероаріленів, коли в якості мономерів використовуються тетрафункціональні сполуки (тетраміни, діоксидіаміни, тетракарбонові кислоти, діамінодикарбонові кислоти тощо)
В такому випадку вирішальне значення має розташування функціональних груп. При розташуванні, яке припускає утворення п'яти- й шестичленних циклів, отримуються лінійні макромолекули гетероциклоланцюгових полімерів.
Таким чином, для виникнення лінійних полімерів є важливою не лише функціональність початкових мономерів, але й сприятливе взаємне розташування функціональних груп у ланці або початкових мономерах.
Якщо розглядати функціональність з точки зору залежності від будови мономерів, то останні можна поділити на нормальні та анормальні мономери. Нормальні мономери підпорядковуються правилу Карозерса, аномальні — не підпорядковуються. Таким чином, для нормальних мономерів можлива функціональність вивляється більш практичною. Практична функціональність є функціональностями, які витрачаються у процесі поліконденсації на утворення зв'язків між ланками утворюваного полімеру.
Правило нееквівалентності функціональних груп є справедливим у випадках поліконденсації, коли початкові речовини є біфункціональними. На цьому принципі засноване регулювання молекулярної маси полімерів (В. В. Коршаков), які отримуються у реакції рівноважнох поліконденсації шляхом додавання різних кількостей монофункціональних речовин або надлишку одного з початкових мономерів. Правило нееквівалентності функціональних груп необхідно враховувати при гетерополіконденсації, оскільки якщо в одну реакцію вступають дві речовини із різнойменними групами, надлишок одного з компонентів відіграє роль домішку монофункціональної сполуки.
Нехай {\displaystyle M_{B},M_{A},M_{xy}} відповідно молекулярні ваги компонента, узятого у надлишку, другого компонента й побічного продукта, то для реакції
{\displaystyle nx-A-x+(n+1)y-B-y\rightarrow y-B-[A-B-]_{n}y+2nxy}
середня молекулярна вага полімеру буде
{\displaystyle {\bar {M}}=M_{B}(n+1)+M_{a}n-2nM_{xy}=n[M_{A}+M_{B}-2M_{xy}]+M_{B},}
або, підставляючи {\displaystyle n=100/q,}
{\displaystyle {\bar {M}}={\frac {100}{q}}[M_{A}+M_{B}-2M_{xy}]+M_{B}.}
У цій залежності молекулярної ваги продукту поліконденсації від степені порушення еквівалентності полягає правило нееквівалентності функціональних груп. Підставляючи у останню формулу цифрові величини, можна отримати вираз для обчислення молекулярної ваги полімеру. Наприклад, у випадку реакції гексаметилендіаміну із адипіновою кислотою
{\displaystyle {\bar {M}}={\frac {22\,600}{q}}+146.}

## Хімічні властивості
Зростання макромолекул відбувається шляхом хімічної взаємодії функціональних груп молекул мономерів одна з одною і з n-мерами, які накопичуються в ході реакції, а також молекул n-мерів між собою.
Загальну схему поліконденсації можна представити у вигляді:
{\displaystyle \mathrm {[-M-]} _{{n}_{1}}}+{{[-M-]}_{{n}_{2}}}\to {{[-M-]}_{{{n}_{1}}+{{n}_{2}}}},
де Мn1, Мn2 — олігомери або макромолекули, які містять в ланцюгу n1 або n2 мономерних залишків.
Розрізняють гомополіконденсацію і гетерополіконденсацію.
Гомополіконденсацією називають реакції, в яких бере участь мінімально можливе для даного випадку число типів мономерів або лише молекули одного мономера, які мають два типи функціональних груп. Типовий приклад — синтез поліамідів із амінокислот
{\displaystyle \mathrm {n{{H}_{2}}N-R-CO-OH\to H{{[-NH-R-CO-]}_{n}}OH+(n-1){{H}_{2}}O} }.
Гетерополіконденсацією називають реакції з участю молекул мономерів, які містять різні функціональні групи, здатні взаємодіяти одна з одною, наприклад діамінів з дикарбоновими кислотами
{\displaystyle \mathrm {n{{H}_{2}}N-R-N{{H}_{2}}+nHO-CO-{{R}^{'}}-CO-OH\to H{{[-NH-R-NH-CO-{{R}^{'}}-CO-]}_{n}}OH+(2n-1){{H}_{2}}O} }.
Співполіконденсацією називають реакцію, в якій крім мономерів, необхідних для її перебігу, беруть участь інші мономери, наприклад співполіконденсація може відбуватися при взаємодії двох мономерів, кожен з яких здатний самостійно вступати в гомополіконденсацію.
За просторовою будовою утворених полімерів розрізняють лінійну і тривимірну полікондексацію. При лінійній із біфункціональних мономерів утворюються лінійні полімери, при трьохмірній — із мономерів з трьома або більшим числом функціональних груп утворюються розгалужені або тривимірні структури.
Дегідрополіконденсацією називають поліконденсацію під дією окисників за рахунок відщеплення водню. Так, з ацетилену під дією солей міді добувають карбін, з бензену — поліфенілени.

## Рівноважна й нерівноважна поліконденсація
Усі реакції поліконденсації можна поділити на дві групи: рівноважна й нерівноважна поліконденсація. Різниця між ними визначається величиною константи рівноваги досліджуваного процесу. До рівноважної поліконденсації відносяться реакції, константа рівноваги яких лежить нижче {\displaystyle 10^{3}\,\,(K_{p}<10^{3}),} а до неріважної належать реакції із {\displaystyle K_{p}>10^{3}.}
Різниця між цими двома типами процесів відображається й на властивостях утворюваних полімерів, у механізмі здійснюваних реакцій, природі й механізмі дії каталізаторів, кінетиці, механізмі сумісної поліконденсації, будові співполімерів й інших особливостях цих процесів.